# Vittorio Brambilla
Vittorio Brambilla, italijanski dirkač Formule 1, * 11. november 1937, Monza, Italija, † 26. maj 2001, Lesmo, Milano, Italija.
Vittorio Brambilla z vzdevkom »The Monza Gorilla« (»Gorila iz Monze«) je pokojni italijanski dirkač Formule 1. Kariero v Formuli 1 je začel v sezoni 1974 pri Marchu. Debitiral je na Veliki nagradi Južne Afrike, prve točke pa je osvojil s šestim mestom na Veliki nagradi Avstrije. V sezoni 1975 je po šestem in petem mestu presenetljivo dosegel zmago na dirki za Veliko nagrado Avstrije, ki je bila predčasno prekinjena zaradi močnega dežja, tako da so dirkači dobili le polovične točke. To je bila njegova edina zmaga v karieri ter hkrati tudi edina uvrstitev na stopničke. Sezone 1976, 1977 in 1978 je končal le s po nekaj točkami. Na dirki za Veliko nagrado Italije je bil udeležen v hudo nesrečo v kateri se je smrtno ponesrečil Ronnie Peterson, Brambilla pa je utrpel resne poškodbe glave. Poskušal je z vrnitvijo v sezonah 1979 in 1980, toda končal jih je brez točk, tudi z nastopom na le treh oziroma dveh dirkah , nato pa se je upokojil. Leta 2001 je umrl zaradi srčnega napada.

## Popolni rezultati Formule 1
(legenda) (odebeljene dirke pomenijo najboljši štartni položaj, poševne pa najhitrejši krog, †-uvrščen kljub odstopu)
| Leto | Moštvo                         | Šasija         | Motor              | 1       | 2       | 3        | 4        | 5       | 6       | 7       | 8       | 9       | 10      | 11      | 12      | 13      | 14      | 15      | 16      | 17    | Prv | Toč |
| ---- | ------------------------------ | -------------- | ------------------ | ------- | ------- | -------- | -------- | ------- | ------- | ------- | ------- | ------- | ------- | ------- | ------- | ------- | ------- | ------- | ------- | ----- | --- | --- |
| 1974 | Beta Tools / March Engineering | March 741      | Cosworth V8        | ARG     | BRA     | JAR 10   | ŠPA DNS  | BEL 9   | MON Ret | ŠVE 10  | NIZ 10  | FRA 11  | VB Ret  | NEM 13  | AVT 6   | ITA Ret | KAN DNS | ZDA Ret |         |       | 18. | 1   |
| 1975 | Beta Team March                | March 741      | Cosworth V8        | ARG 9   | BRA Ret |          |          |         |         |         |         |         |         |         |         |         |         |         |         |       | 11. | 6.5 |
| 1975 | Beta Team March                | March 751      | Cosworth V8        |         |         | JAR Ret  | ŠPA 5    | MON Ret | BEL Ret | ŠVE Ret | NIZ Ret | FRA Ret | VB 6    | NEM Ret | AVT 1   | ITA Ret | ZDA 7   |         |         |       | 11. | 6.5 |
| 1976 | Beta Team March                | March 761      | Cosworth V8        | BRA Ret | JAR 8   | ZZDA Ret | ŠPA Ret  | BEL Ret | MON Ret | ŠVE 10  | FRA Ret | VB Ret  | NEM Ret | AVT Ret | NIZ 6   | ITA 7   | KAN 14  | ZDA Ret | JAP Ret |       | 19. | 1   |
| 1977 | Beta Team Surtees              | Surtees TS19   | Cosworth V8        | ARG 7   | BRA Ret | JAR 7    | ZZDA Ret | ŠPA Ret | MON 8   | BEL 4   | ŠVE Ret | FRA 13  | VB 8    | NEM 5   | AVT 15  | NIZ 12  | ITA Ret | ZDA 19  | KAN 6   | JAP 8 | 16. | 6   |
| 1978 | Beta Team Surtees              | Surtees TS19   | Cosworth V8        | ARG 18  | BRA DNQ | JAR 12   | ZZDA Ret |         |         |         |         |         |         |         |         |         |         |         |         |       | 19. | 1   |
| 1978 | Beta Team Surtees              | Surtees TS20   | Cosworth V8        |         |         |          |          | MON DNQ | BEL 13  | ŠPA 7   | ŠVE Ret | FRA 17  | VB 9    | NEM Ret | AVT 6   | NIZ DSQ | ITA Ret | ZDA Inj | KAN Inj |       | 19. | 1   |
| 1979 | Autodelta                      | Alfa Romeo 177 | Alfa Romeo Flat-12 | ARG     | BRA     | JAR      | ZZDA     | ŠPA     | BEL     | MON     | FRA     | VB      | NEM     | AVT     | NIZ     | ITA 12  |         |         |         |       | -   | 0   |
| 1979 | Autodelta                      | Alfa Romeo 179 | Alfa Romeo Flat-12 |         |         |          |          |         |         |         |         |         |         |         |         |         | KAN Ret | ZDA DNQ |         |       | -   | 0   |
| 1980 | Marlboro Team Alfa Romeo       | Alfa Romeo 179 | Alfa Romeo V12     | ARG     | BRA     | JAR      | ZZDA     | BEL     | MON     | FRA     | VB      | NEM     | AVT     | NIZ Ret | ITA Ret | KAN     | ZDA     |         |         |       | -   | 0   |